# Pieter Snayers
Pieter (eller Peeter) Snayers (eller Snaijers, født 1592 i Antwerpen, død 1667 i Bryssel) var en flamsk maler.
Snayers, der fra 1628 var hofmaler hos ærkehertug Albrecht, var elev af Sebastian Vrancx og dyrkede ligesom denne slagmaleriet. Hans tidligste arbejder virker hovedsagelig som landskabsbilleder med en livlig staffage af rytterfægtninger, plyndringsscener, jagtliv og lignende. Senere, da han som hofkunstner blev officiel bataljemaler, måtte den friere kunstneriske anordning vige for kravet om topografisk og strategisk nøjagtighed og anskuelighed i de store lærreder. Terrainet udbreder sig landkortagtig; på denne vide scene fremstiller Snayers slaget i en række detaillerede optrin, hvor helhedsvirkningen gaar tabt. Hovedværker af Snayers findes i Bryssel (Belejringen af Courtrai, Slaget ved det Hvide Bjerg og andre), i de habsburgske samlinger i Wiens og Madrids museer samt endvidere i Dresden og Berlin.